# Universitat d'Istanbul
La Universitat d'Istanbul (en turc:İstanbul Üniversitesi) va ser fundada com una institució d'educació superior anomenada Darülfünun (Casa de les múltiples ciències) el 23 de juliol de 1846; però la madrassa (Escola teològica) que va ser fundada immediatament després de la conquesta de Constantinoble per Mehmet II en 1453 és considerada com la precursora del Darülfünun que després evolucionaria a l'actual Universitat.

## Història
L'historiador alemany Richard Honig considera que la història de la madrassa que primer evolucionaria en Darülfünun i després a l'actual Universitat d'Istanbul va començar l'1 de març de 1321, durant el regnat d'Osman I en temps otomans.
Els primers cursos de Física Aplicada moderna es van començar a impartir a Darülfünun el 31 de desembre de 1862, la qual cosa va marcar el començament d'una nova època, i el 20 de febrer de 1870, l'escola va ser rebatejada com a Darülfünun-o Osmani (Casa Otomana de les Múltiples Ciències) i reorganitzada per conèixer les necessitats de la ciència i la tecnologia moderna. En 1874, algunes classes de Literatura, Dret i Ciències aplicades van començar a impartir-se als nous edificis del Galatasaray Lisesi, on continuarien regularment fins a 1881. L'1 de setembre de 1900, l'escola va ser rebatejada i reorganitzada com a Darülfünun-u Şahane (Casa Imperial de les Múltiples Ciències) amb cursos de Matemàtiques, Literatura i Teologia
El 20 d'abril de 1912, l'escola va ser rebatejada com a İstanbul Darülfünunu (Casa de les Múltiples Ciències d'Istanbul), alhora que augmentava el nombre de cursos i es modernitzaven les carreres amb l'establiment de les escoles de Medicina, Dret, Ciències aplicades (Física, Química, Matemàtiques, Literatura i Teologia.
Dotze anys més tard, el 21 d'abril de 1924, la República de Turquia va reconèixer İstanbul Darülfünunu com una escola estatal, i el 7 d'octubre de l'any següent, va ser reconeguda l'autonomia administrativa de la institució, mentre que les escoles (abans part del vell sistema de madrasses) es van convertir en modernes "facultats".
L'1 d'agost de 1933, İstanbul Darülfünunu va ser reorganitzada com a İstanbul Üniversitesi (Universitat d'Istanbul) seguint la reforma educacional d'Atatürk. Les classes van començar oficialment l'1 de novembre de 1933, a "la primera universitat moderna" de la República de Turquia

## Actualitat
La universitat actualment compta amb disset facultats a cinc campus. El principal es troba a la plaça de Beyazt a Istanbul, que va ser coneguda com a Forum Tauri durant el període romà. Posseeix un equip de 2.000 professors, 4.000 assistents i un equip juvenil. Més de 60.000 estudiants en pregrau i de 8.000 en postgrau segueixen els cursos impartits per la Universitat tots els anys.

## Alumnes notables
Presidents de Turquia
- Abdullah Gül

Presidents estrangers
- Yitshaq ben Tseví, President d'Israel

Presidents de la Gran Assemblea Nacional turca
- Refik Koraltan

Primers ministres de Turquia
- Refik Saydam
- Yıldırım Akbulut
- Sadi Irmak
- Suad Hayri Ürgüplü
- Nihat Erim

Primers ministres estrangers
- David Ben-Gurion, Primer Ministre d'Israel
- Moshe Sharett, Primer Ministre d'Israel

Ministres de Turquia
- Mehmet Ali Şahin

Periodistes
- Abdi İpekçi
- Uğur Dündar

Científics
- Hulusi Behçet
- Aykut Barka
- Alp Ikizler
- Zeynel Mungan

Escriptors
- Ahmet Hamdi Tanpınar
- Orhan Pamuk (Premi Nobel de Literatura)
- İlhan Selçuk[1]
- Oben Özaydın
- Nihal Atsız

Poetes
- Orhan Veli
- Attila İlhan
- Onat Kutlar

Músics
- Mercan Dede
- Sadettin Kaynak
- Arif Mardin
- Bülent Ortaçgil

Altres
- Deniz Gezmiş - activista polític
- Okan Yalabık - Actor
- Özgür Çevik - Cantant, actor